# Тафельмузик
Та́фельмузи́к (англ. Tafelmusik Baroque Orchestra) — барочный оркестр из Торонто (Канада). Работает в стилистике аутентичного исполнительства. Лауреат премий «Джуно» (Канада) и ECHO Klassik (Германия). Репертуар ансамбля включает музыку эпохи барокко, венской классики и др.

## История
Ансамбль «Тафельмузик» был основан в 1979 году гобоистом Кеннет Солуэй и фаготисткой Сьюзен Грейвз. Первоначально в составе коллектива было четыре человека. В эти годы, помимо музыки барокко, в репертуар также входили произведения эпохи Возрождения и музыка современных авторов, написанная для старинных инструментов. Нехватка исполнителей старинной музыки в Торонто приводила к тому, что исполнителей на недостающих инструментах приходилось приглашать издалека, в том числе из США и Нидерландов, а в репертуаре преобладали камерные произведения.
В 1981 году музыкальным директором «Тафельмузик» стала ранее выступавшая с ансамблем как приглашенный исполнитель скрипачка Жанна Ламон, с тех пор его бессменная руководительница, которой, по словам критиков, ансамбль обязан своей музыкальной техникой и динамизмом. С этого же года при ансамбле действует камерный хор (в настоящее время под управлением Иварса Тауринса). В ноябре «Тафельмузик» гастролирует в США, выступая в том числе в Метрополитен-музее и Линкольн-центре.
Свой первый диск, «Популярные шедевры барокко», «Тафельмузик» выпустил в 1982 году с канадским лейблом Collegium. В марте 1983 года трения в руководстве привели к уходу из состава ансамбля Солуэя и Грейвз (занимавших одновременно посты генерального директора и помощника генерального директора).
В 1984 году «Тафельмузик» становится первым североамериканским ансамблем аутентичной музыки, приглашенным на гастроли в Европу. В сезоне 1985-86 годов начинается сотрудничество между «Тафельмузик» и Опера-Ателье, торонтской оперной труппой, исполняющей произведения эпохи барокко. С 1987 года ансамбль ежегодно гастролирует в Европе и США и почти ежегодно совершает турне по Канаде. Среди стран, где проходили гастроли, Греция, Израиль, Китайская народная республика, Гонконг, Сингапур, Япония и Корея. В конце 90-х годов ансамбль также давал 50 концертов в год в зале торонтской церкви Троицы и св. Павла. В 1986—1990 годах «Тафельмузик» сотрудничает с лейблом BMG, а в 1990 году становится первым ансамблем, заключившим договор с лейблом Sony Classical Vivarte.
В 1990-е годы состав ансамбля расширился, в связи с чем он был переименован в «Барочный оркестр Тафельмузик». В настоящее время оркестр насчитывает 19 человек только постоянного состава и располагает годовым бюджетом в 2,5—3 миллиона долларов. Многие из его музыкантов представляют США. Среди приглашенных исполнителей нидерландский виолончелист Аннер Билсма и английская скрипачка Моника Хаггетт. Многими из записей ансамбля для лейбла Sony Classical Vivarte дирижировал  Бруно Вайль (например, записью симфоний, месс, мотетов и «Сотворения мира» Йозефа Гайдна). «Тафельмузик» выступает с ведущими канадскими певцами, включая сопрано Сюзи Леблан и Нэнси Арджента, меццо-сопрано Кэтрин Роббин, тенора Бенджамина Баттерфилда и баритона Дэниела Лихти. К концу 90-х годов дискография «Тафельмузик» достигла 55 названий.

## Награды
«Тафельмузик» — двенадцатикратный обладатель премии «Джуно» и ряда премий лейтенант-губернатора Онтарио, несколько раз номинировавшийся также на премию Gramophone. В 1985 году Канадский совет по музыке удостоил его премии Grand prix du disque, а в 1988 году назвал его ансамблем года. В 1996 году «Тафельмузик» получил престижную германскую музыкальную премию ECHO Klassik как лучший оркестр года. Альбом оркестровых сюит Баха был удостоен французской премии Diapason d'Or, а диск «Парижских симфоний» Гайдна — Каннской премии в области классической музыки. Музыкальный руководитель ансамбля Жанна Ламон в 1994 году получила почетную докторскую степень Йоркского университета. Хор «Тафельмузик» в 1991 году получил премию имени Хили Уиллана.